# B.A. Baracus
Sergeant Bosco Albert ("Bad Attitude") Baracus kortweg B.A. is de spierbundel van het fictieve A-Team uit de gelijknamige televisieserie The A-Team uit de jaren 80. Hij is herkenbaar aan zijn mohawk (hanenkam) en zijn gouden sieraden. De rol van B.A. werd in de televisieserie vertolkt door Mr. T. In de speelfilm uit 2010 werd hij gespeeld door Quinton Jackson.

## Karakterisering
B.A. is een erg sociaal persoon. Hij doet goed werk in het jeugdcentrum van het getto waar hij is opgegroeid. Hij weet dat melk erg gezond is en drinkt er dan ook veel van. Als er een kleine jongen - die vaak Billy heet - bij de missie betrokken is trekt B.A. met hem op. Kleine kinderen spreekt hij meestal aan met little brother of little sister.
B.A. staat op gespannen voet met Murdock, de gek van het team. B.A. heeft vooral een hekel aan Murdocks onzichtbare hondje Billy.
B.A. staat vooral bekend om het feit dat hij zijn tegenstanders "gooit" (throws). Vooral tafels en bars zijn prima geschikt om tegenstanders overheen te gooien. Hij gooit ook weleens vijanden door de deur of het raam, al dan niet gesloten. Dit element van B.A. is overgenomen in de Mr. T vs.-internetsubcultuur, waarin T. zijn vijanden helluvafar gooit: hij is helluvatough.
B.A. rijdt in een zwarte aangepaste GMC-bestelwagen uit 1982 met een rode streep erop waar nooit een opsporingsbevel voor uitgevaardigd wordt. Hij wil niet dat er iemand in zijn wagen rijdt (nobody drives ma van but me!) en raakt zeer overstuur als zijn wagen beschadigd raakt.

## Vliegangst
B.A. lijdt aan vliegangst. Het team moet vaak veel moeite doen om B.A. in een vliegtuig te krijgen, vooral als Murdock de piloot is. Meestal wordt hij daartoe verdoofd. In In Plane Sight wordt hij gehypnotiseerd om bij het woord eclipse in slaap te vallen. Natuurlijk valt hij in slaap als Face uitroept: "Give me clips" (geef me magazijnen).
In The Sheriffs of Rivertown verdenkt B.A. Hannibal Smith ervan dat hij de hamburgers heeft vergiftigd (spiked), daarom ruilt hij met hem van hamburger. Vervolgens verdenkt hij Hannibal ervan dat hij dat heeft voorzien, ruilt van hamburger met Face. Ook dat zou Hannibal voorzien kunnen hebben, daarom wil hij zijn eigen burger weer. Uiteindelijk besluit hij dat de enige burger die niet vergiftigd is, de eerste is. Hij eet zijn hamburger, drinkt de melk die Hannibal hem aanreikt en valt in slaap.
In The Beast From the Belly of a Boeing stapt B.A. uit eigen beweging in een vliegtuig. Het is de bedoeling dat B.A. Murdock helpt bij het betreden van een gekaapt vliegtuig terwijl het nog aan de grond staat. Het vliegtuig stijgt echter voortijdig op, en B.A. krijgt een angstaanval en belandt in een catatone toestand. Murdock helpt hem zijn angst - al is het maar voor één aflevering - te overwinnen, waarna B.A. aan boord prima functioneert.